# Studenec, Postojna
Studenec este o localitate din comuna Postojna, Slovenia, cu o populație de 75 de locuitori.